# Dia Mundial da Poesia

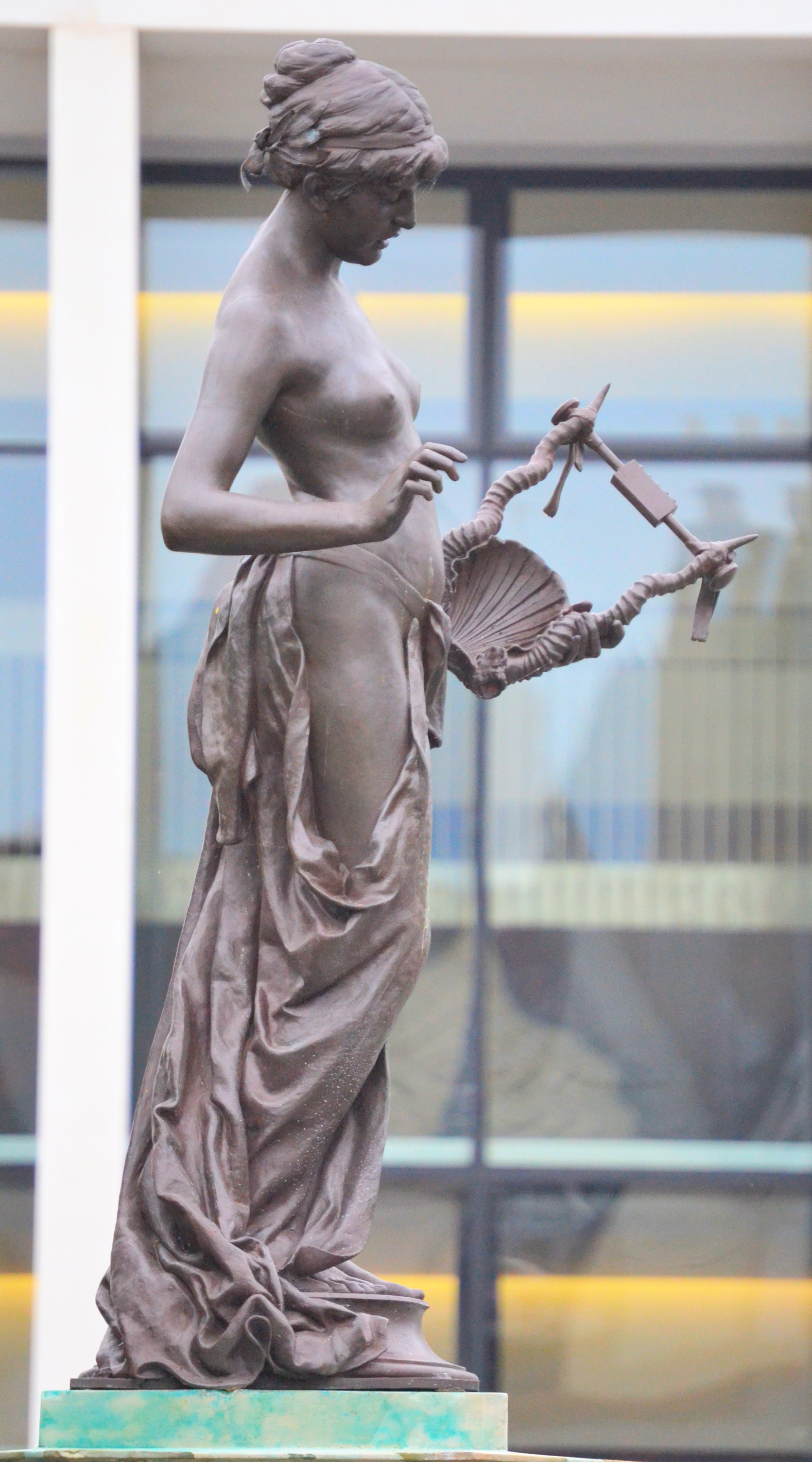
A Musa da Poesia (Estátua)

O Dia Mundial da Poesia celebra-se a 21 de março e o dia 20 de  outubro celebra o dia do Poeta, foi criado na XXX Conferência Geral da UNESCO em 16 de Novembro de 1999. Seu objetivo é promover a leitura, a escrita, a publicação e o ensino de poesia em todo o mundo e, como diz a declaração original da UNESCO, "dar novo reconhecimento e impulso aos movimentos de poesia nacionais, regionais e internacionais".
No Brasil a lei 13 131/2015 determina o dia do nascimento de Carlos Drummond de Andrade em 31 de outubro como o Dia Nacional da Poesia.
Era geralmente celebrado em outubro, mas no século 20 a comunidade mundial o celebrou no dia 15, aniversário de Virgílio, o poeta épico romano e laureado sob Augusto. A tradição de manter uma data de outubro para as celebrações do dia da poesia nacional ou internacional ainda se mantém em muitos países. O Reino Unido geralmente comemora na primeira quinta-feira de outubro, em outros lugares pode ocorrer entre outubro ou novembro.